# Inta Kļimoviča
Inta Kļimoviča (letó: Inta Kļimoviča-Drēviņa)  (Riga, 14 de desembre de 1951), de casada Inta Drēviņa va ser una atleta letona, especialista en els 400 metres, que va competir sota bandera soviètica durant la dècada de 1970.
El 1976 va prendre part en els Jocs Olímpics de Mont-real, on guanyà la medalla de bronze en els 4x400 metres relleus del programa d'atletisme. Va formar equip amb Lyudmila Aksenova, Natalya Sokolova i Nadejda Ilyina.
En el seu palmarès també destaca una medalla de bronze en els 4x400 metres relleus del Campionat d'Europa d'atletisme de 1974 i dues de bronze en els 400 metres al Campionat d'Europa d'atletisme en pista coberta de 1975 i 1976. També guanyà 14 campionats letons, i una vegada retirada passà a exercir tasques d'entrenadora.

## Millors marques
- 400 metres. 51,49" (1976)[1][2]